# Партенхаймер, Юрген
Юрген Партенхаймер (нем. Jürgen Partenheimer, 14 мая 1947, Мюнхен, Германия) немецкий художник. Получил международную известность с момента  участия в Парижской биеннале в 1980 году и Венецианской биеннале в 1986 году.

## Работы
Первые работы Юргена Партенхаймера появились в Германии в начале 1980-х годов, что указывает на богатый опыт художника в его творческой деятельности, которая включает в себя живопись, графику, скульптуру. В своих работах Партенхаймер опирается на теорию, поэзию и прозу, как на основы его художественного самовыражения. Его работы отличаются абстрактными свойствами, которые выражают состояние неопределенности и непоследовательности, ставя под сомнение убеждения зрителя. Его искусство, отличающееся постминималистским бэкграундом и поэтической глубиной, относят к метафизическому реализму. «Mетафизический реализм» для Партенхаймера заменяет собой абстракцию и показывыет вещи за пределами их фактичности. В своих работах он пытается приблизиться к самой границе вещественности предметов, а именно в точку перехода между материальным и нематериальным. Способность Партенхаймера сочетать своё искусство с серьёзным теоретическим дискурсом свидетельствует о его чрезвычайных качествах как художника.

## Биография
Юрген Партенхаймер провел своё детство в Мюнхене. С 1968 года изучал философию и историю искусств в Мюнхенском университете имени Людвига и Максимилиана. В 1970 году после стипендий в Университете Брандейс, штат Массачусетс, принимает решение изучать искусство и историю искусств в Университете Аризоны, Тусон, США. 1972 год — художник в резиденции в Музее испанского абстрактного искусства в Куэнка, Испания. В 1973 окончание обучения с Master of Fine Arts в Университете Аризоны, Тусон, США. С 1974 продолжает свою учёбу в Мюнхенском университете, пишет диссертацию и занимается научно-исследовательскими работами в федеральной земле Бавария для Музея современного искусства в Париже (Musée d’Art moderne de la Ville de Paris), Франция. Получает степень доктора философии с отличием в Университете Людвига Максимилиана в Мюнхене, Германия.

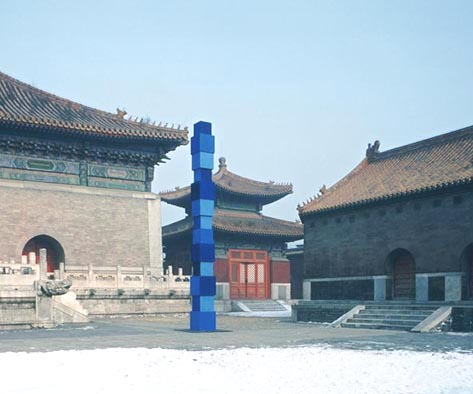
Юрген Партенхаймер, Китайский национальный музей изящных искусств, Пекин, «Мировая ось», Императорский архив, Запретный город, Пекин, 2000

Позже переезжает в Дюссельдорф. 1979 год — первая персональная выставка в галерее Ричард Демарко Архивная копия от 24 июня 2021 на Wayback Machine в Эдинбурге. 1980—1981 — принимает участие в XI Парижской биеннале, Франция и XVI Биеннале Nucleus I в Сан-Паулу, Бразилия. 1982 год — Национальный фонд искусств с выставкой книг художника и графикой в Franklin Furnace, Нью-Йорк. 1983-85 — приглашенный художник в художественном институте Сан-Франциско, Калифорния, а также приглашенный профессор в Университет Калифорнии в Дэвисе. В 1986 году принимает участие в XLII Венецианской биеннале. 1987-90 — работает как приглашенный художник в Национальной Академии Изобразительных Искусств, Нидерланды. Художник в резиденции в Центре изобразительных искусств, Провинстаун, штат Массачусетс. В 1991 пишет свой поэтический манифест «Dе coloribus — Notes on colour», который публикуется в издательствах Hine Editions, Сан-Франциско и Art-Book, Амстердам. 1994 год — Партенхаймер участвует в "A century of Artists' Books " в МОМА, куратированная Ривой Каслман(Riva Castleman). 1995 - получает награду «Art Critics Award» за лучшее шоу сезона в Мадриде, Испания. 1997—1998 Обширная персональная выставка в музее Stedelijk в Амстердаме, IVAM в Валенсии и в Кунстхалле в Карлсруэ. В 1999 году приглашается к созданию выставки скульптуры, живописи и работ на бумаге в пространствах Музея современного искусства CGAC в Сантьяго-де-Компостела, Испания. В 2000 году как первый немецкий современный художник проводит ретроспективную выставку в Национальном музее изобразительных искусств в Пекине и в музее в Нанкине, Китай.
Установка скульптуры «Мировая ось» в «Запретном городе» в Пекине. 2002 — Обзорная выставка в S.M.A.K. в Генте, Бельгия, художник в резиденции в Ergo Pers, Гент. 2004—2005 — ретроспективная выставка в Museum am Ostwall в Дортмунде, Германия и в Pinacoteca do Estado в Сан-Паулу, Бразилия. Награждён премией Изобразительного искусства от Kulturstiftung Dortmund. Получает орден «За заслуги перед Федеративной Республикой Германия». Почетный гость в Немецкой академии Вилла Массимо в Риме, Италия и художник в резиденции в Copan Building (Оскар Нимейер), Сан-Паулу, Бразилия. 2006 — Художник в резиденции в Доме Ницше в Sils-Maria, Швейцария. 2007 — выставляет Copan-Drawings и São Paulo Diary в Pinacoteca do Estado в Сан-Паулу, Бразилия. Живёт и работает в Германии и Италии.

## Избранные выставки

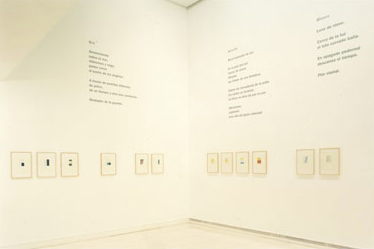
Jürgen Partenheimer, IVAM, Valencia, 1998

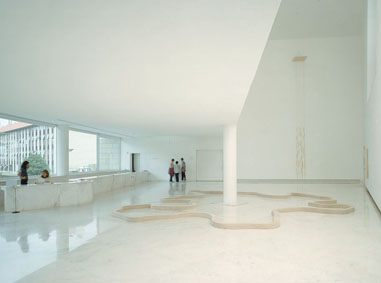
Jürgen Partenheimer, Centro Gallego de Arte Contemporaneo, CGAC, Santiago de Compostela, 1999

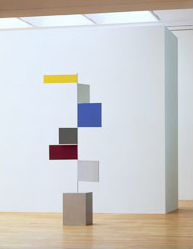
Jürgen Partenheimer, Kunstmuseum Bonn, 2000

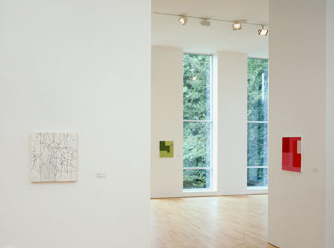
Jürgen Partenheimer, Stedelijk Museum voor Aktuele Kunst, S.M.A.K. Gent, 2002

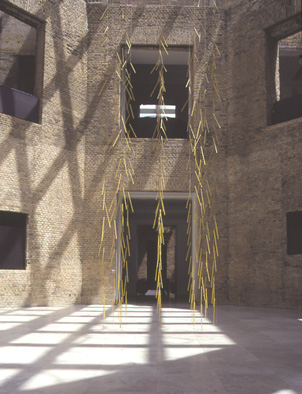
Jürgen Partenheimer, Pinacoteca do Estado de São Paulo, 2004

- 1980 Kunsthalle Düsseldorf, Germany. «Was sind Sie denn von Beruf?» (cat.)
- 1980 XI.Biennale de Paris, France. Musée d´Art Moderne de la Ville de Paris (cat.)
- 1981 XVI.Biennial São Paulo,Brazil, Nukleus I (cat.)
- 1981 Galeria de Arte Moderna, Lisbon, «Arte International» (cat.)
- 1981 Stichting De Appel, Amsterdam, Netherlands
- 1982 Franklin Furnace, New York, «Drawings and Books»
- 1982 Artists Space, New York
- 1982 Articule Gallery, Montréal, Canada, «Monument Morale»
- 1983 Kunstraum München, Munich «Der Weg der Nashörner» (cat.)
- 1984 Kunstverein Münster, Germany «Der Ort des Bogens» (cat.)
- 1985 Nationalgalerie Berlin, «1945-1985 Kunst in der Bundesrepublik Deutschland» (cat.)
- 1985 Kunstmuseum Bern, Switzerland «Das poetische ABC» (cat.)
- 1986 XLII. Venice Biennial, Settore Arte Visivi, Venice, Italy (cat.)
- 1986 San Francisco Museum of Modern Art, San Francisco, USA (cat.)
- 1988 Nationalgalerie Berlin,Germany «Verwandlung-Heimkehr» (cat.)
- 1988 Museum van Hedendaagse Kunst, Gent, Belgium (cat.)
- 1989 National Gallery of Art, Washington, USA «The 1980s» (cat.)
- 1989 Fundació Juan Miró, Barcelona, Spain (cat.)
- 1989 Museum Schloß Morsbroich; Kunstmuseum Düsseldorf; Kunstmuseum St.Gallen (cat.)
- 1990 Hamburger Kunsthalle, Hamburg, Germany «Vasts Apart» (cat.)
- 1990 Kunsthalle Köln, Cologne, Germany (cat.)
- 1991 Neues Museum Weserburg, Bremen (cat.)
- 1991 Museum of Fine Art, Houston, USA
- 1992 National Gallery of Art, Washington (cat.)
- 1992 Museum Ludwig, Cologne, Germany
- 1993 Gemeentemuseum Den Haag, The Netherlands «Horos» (solo, cat.)
- 1993 Städelsches Kunstinstitut, Frankfurt, Germany «Narrow Gates» (cat.)
- 1993 The Grolier Club, New York, USA (cat.)
- 1994 The Museum of Modern Art, New York, USA (cat.)
- 1994 Museum of Fine Arts, Santa Fe, New Mexico, USA (cat.)
- 1994 Staatliche Graphische Sammlung München; Kunstmuseum Bonn, Germany (cat.)
- 1995 MAC Museo de Arte Contemporaneo, Madrid, Spain (cat.)
- 1996 Stedelijk Museum Amsterdam, «Cantos», The Netherlands (cat.)
- 1997 Singapore Art Museum, Singapore, «German Art» (cat.)
- 1997 IVAM Centre Julio Gonzalez, Valencia, Spain (cat.)
- 1998 Staatliche Kunsthalle Karlsruhe, Germany (cat.)
- 1998 Contemporary Art Museum, Tampa, USA (cat.)

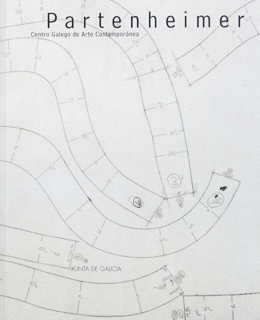
1999 CGAC Centro Galego de Arte Contemporanea, Santiago de Compostela (cat.)
- 2000 National Museum of Fine Arts, Beijing; Nanjing Museum, Nanjing, China (cat.)
- 2000 Fundaçao Centro Cultural de Belem, Lisbon, Portugal (cat.)
- 2002 S.M.A.K. Stedelijk Museum voor Aktuele Kunst, Gent, Belgium (cat.)
- 2003 Pinacoteca Do Estado, São Paulo, Brazil, «Suave Locoura» (cat.)
- 2004 Museum am Ostwall, Dortmund, Germany, «Gentle Madness» (cat.)
- 2004 Royal Hibernian Academy, Dublin, Ireland (cat.)
- 2004 CGAC Centro Galego de Arte Contemporanea, Santiago de Compostela, Spain (cat.)
- 2005 Villa Massimo, Rome, Italy, «Roman Diary» (cat.)
- 2005 SLUB Dresden, Germany «Künstlerbücher / Artists books» (cat.)
- 2006 Staatliche Kunsthalle Karlsruhe, Germany «Roma — São Paulo» (cat.)
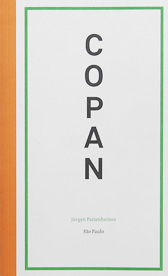
2007 Pinacoteca Do Estado, São Paulo, Brazil, «Copan-Diario Paulistano» (cat.)
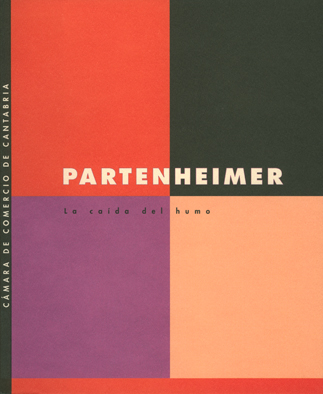
Jürgen Partenheimer, Palacete del Embarcadero, Santander, 1999
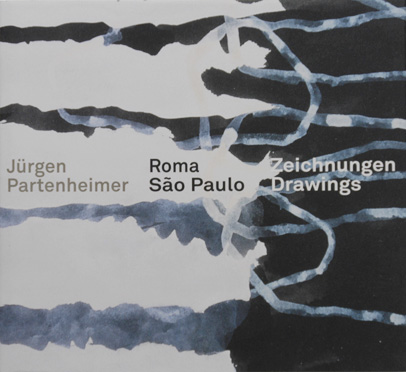
Jürgen Partenheimer. Roma - São Paulo, Staatliche Kunsthalle Karlsruhe, 2006
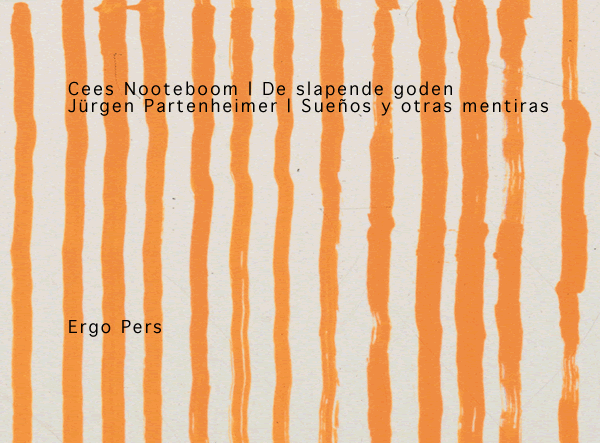
Jürgen Partenheimer, De slapende goden
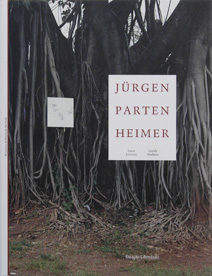
Jürgen Partenheimer, Suave Loucura, São Paulo. Editora Estação Liberdade, 2005
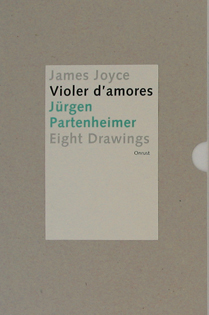
Jürgen Partenheimer, Violer d'amores, kunstenaarsboek met tekeningen, collages en tekstfragmenten uit James Joyce' Finnegans Wake', 2004, Onrust, Amsterdam 2004

- 2007 Nietzsche-House, Sils-Maria, Switzerland, «Metaphysical landcsape» (cat.)
- 2008 IKON Gallery Birmingham, «Discontinuity, Paradox & Precison» (cat.)
- 2008 Kunstmuseum Bonn (cat.)
- 2009 Museum Chasa Jaura, Valchava «mimesis» (cat.)
- 2009 Kunsthalle zu Kiel, «Xenia»